# Nordre Midtmaradalstindene
De Nordre Midtmaradalstindene is een berg behorende bij de gemeenten Luster en Årdal in de provincie Sogn og Fjordane in Noorwegen. De berg, gelegen in Nationaal park Jotunheimen, heeft een hoogte van 2062 meter.
De Nordre Midtmaradalstindene is onderdeel van het gebergte Hurrungane.